# Costanzio II di Costantinopoli
Costanzio II o Costanzo II (in greco Κωνστάντιος Β΄; 1789 – Arnavutköy, 1859) è stato un arcivescovo ortodosso greco con cittadinanza ottomana, che ha ricoperto la carica di patriarca ecumenico di Costantinopoli tra il 1834 e il 1835.
Prima della sua elezione a patriarca ecumenico nel 1834, era stato vescovo metropolitano di Veliko Tărnovo. Non era particolarmente istruito, né vantava capacità amministrative. Quindi, l'anno successivo dovette dimettersi. Si ritirò ad Arnavutköy, dove morì nel 1859. Fu sepolto nel cortile esterno della Santa Chiesa degli Asomatoi ad Arnavutköy.